# Bugz
Карнейл Питтс (род. 5 января 1978, Детройт, Мичиган, США — 21 мая 1999, Гранд-Рапидс, Мичиган, США), более известный под псевдонимом Bugz (рус. Багз) — американский рэпер, один из членов популярной рэп-группы D12.

## Биография
Родился 5 января 1978 года в городе Детройт. У него был брат Кен и две сестры — Николь и Энджи.
За свою жизнь он записал всего два сингла: «Detroit, Detroit» и «These Streets», которые стали известны по всему миру. Bugz был одним из самых талантливых рэперов Детройта того времени, имея огромный авторитет и заслуги перед остальными рэперами из родного штата, такими как 5150, M.O.B, 31 Flavors, A.O.D, Outsidaz.. D12 стала полноценной группой в 1998 году, чему она, в частности, и обязана ему по сей день. В 1999 Bugz знакомится с продюсером Mister-X, с которым он записывает треки «Detroit, Detroit» и «Bring It To You».
Во время тура Eminem в Гранд-Рапидс (Мичиган) 21 мая 1999 года, Bugz, его друг и кузина его друга, отдыхали в Детройте, а именно в «Belle Isle Park». Прогуливаясь мимо, неизвестный мужчина, «стрельнул» из водяного пистолета с неизвестной жидкостью в кузину друга так, что она упала, не удержав равновесия. Bugz решил отомстить обидчику, в итоге завязалась драка. Товарищ того, кто обрызгал девушку, быстро направился к машине Ford Expedition, достал ружьё и произвел 3 выстрела в исполнителя, а после этого переехал тело Bugza на своём автомобиле. Вызванная «скорая» приехала только через 30 минут из-за большой пробки. Ещё живого Карнела Питтса доставили в близлежащую больницу, но спасти рэп-исполнителя не удалось. На момент смерти Bugzа был почти готов альбом под названием «Mr.Obnoxious», готовившийся к выпуску в 2000 году.

## Память
D12 написали трек в память Bugz, названный «Good Die Young», и, в память об этом человеке, у каждого члена банды (кроме Эминема) на теле имеется татуировка с именем погибшего рэпера. После смерти в D12 на замену ему пришёл Swifty McVay, которого ещё при жизни хотел принять в группу сам Bugz. Ко дню своей смерти его голос можно было услышать в альбомах исполнителей Mister-X, Paradime и M.O.B. Но даже после смерти можно услышать голос и "читку" Bugz в андерграунд релизах DJ Butter в Detroit Underground Compilation.

## Дискография

### Микстейпы
- «The One Man Mob»